# Saint Paul (Minnesota) Police Department

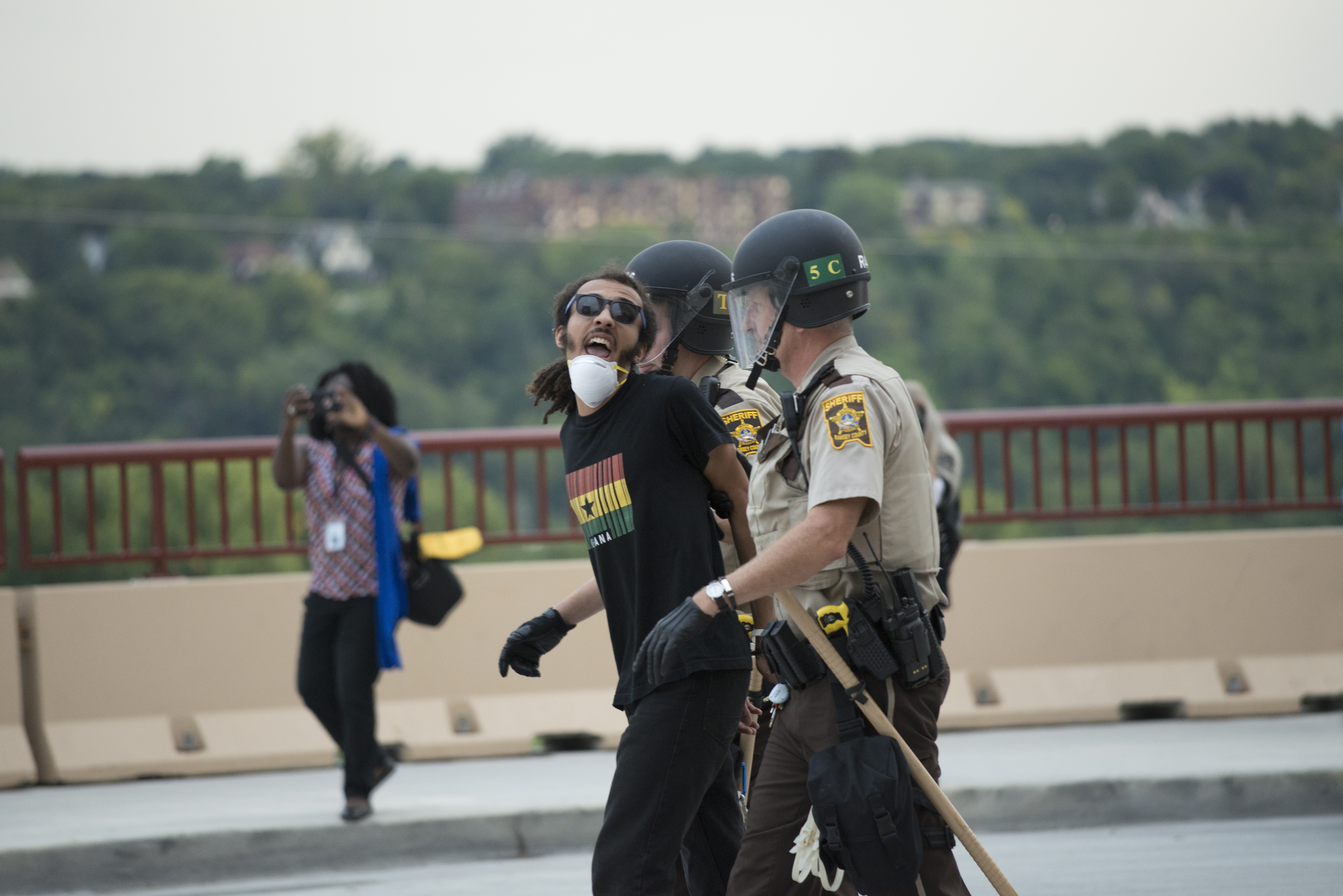
Un homme arrêté lors d'une manifestation par le Saint Paul Police Department

Le Saint Paul Police Department a pour juridiction la ville de Saint Paul (Minnesota).

## Rôle
Cette  police municipale dépendant du maire a  des missions et des pouvoirs  proches de celle de la Police nationale française. De même, la ville de Saint Paul est divisée en 3 district de police : Central, Est et Ouest.

## Histoire
La création du SPPD date de 1854 avec seulement 4 policiers.

## Effectif et services du SPPD
800 personnels dont 625 policiers assermentés travaillent au sein du SPPD. Ils sont regroupés au sein de trois divisions :
- les Crimes majeurs,
- la division des  Opérations
- et l'Administration/ Services techniques & Logistique.

La SWAT Team du SPPD est incluse dans la division des Opérations. Regroupant la majorité des effectifs. cette division comprend aussi les patrouilleurs en uniforme et une unité de police montée.
La division des Crimes majeurs est responsable de la police judiciaire. Elle est ainsi divisés entre les services spécialisés suivants :
- Family & Sexual Violence (violence conjugale et crimes sexuels)
- Property Crimes
- Homicide & Robbery (Meurtres et vols)
- Youth Services (brigade des mineurs)
- Special Investigations (enquêtes sensibles)
- Gangs
- Narcotics & Vice (brigade des stupéfiants et mondaine)
- Safe Streets Task Force (équivalent de la BAC française)

## Armement
Jusque dans les années 1980, le SPPD autorisait ses policiers à utiliser des revolvers Colt ou S&W en calibre .38 Special et/ou .357 Magnum.
La police de Saint Paul (Minnesota) fut une des premières aux États-Unis à se doter du Glock 17 (9 mm Luger) en 1987. Depuis 1993, les Glock 22 et  Glock 23 (armant les enquêteurs), tous deux de calibre .40 S&W, sont les armes réglementaires du SPPD. Les Glock 27 (.40 S&W), Glock 26 et Glock 30 (.45 ACP) constituent les armes de secours les plus courantes au sein de ce service de police.
Le fusil de police choisi par le SPPD est le Remington 11-87P calibre 12.
Le coffre des voitures de patrouille contient une carabine de police type AR-15 en 5,56 mm Otan. Cette arme est choisie par le patrouilleur parmi les gammes de Colt, DPMS ou Rock River Arms.

## Véhicules et aviation légères
La voiture de patrouille du SPPD est la Ford Crown Victoria.

## Source et liens externes
- (en) Cet article est partiellement ou en totalité issu de l’article de Wikipédia en anglais intitulé « Saint Paul Police Department » (voir la liste des auteurs) et du site internet du Saint Paul Police Department